# Ânio Rufo
Ânio Rufo (em latim: Annius Rufus) foi um político e oficial de cavalaria romano, sucessor de Marco Ambíbulo como prefeito da província romana da Judeia, em 12 d.C. Seu mandato aparentemente ocorreu sem qualquer incidente digno de relevância, já que o único evento que o historiador judaico-romano Flávio Josefo relata como tendo ocorrido durante seu período no poder foi a morte do primeiro imperador romano, Augusto, em Roma, no ano de 14 d.C. O sucessor de Rufo foi Valério Grato, em 15 d.C.